# Cryptaciura rotundiventris
Cryptaciura rotundiventris är en tvåvingeart som först beskrevs av Carl Fredrik Fallén 1814.  Cryptaciura rotundiventris ingår i släktet Cryptaciura, och familjen borrflugor. Arten är reproducerande i Sverige.